# De Kongelige skal fotograferes
De Kongelige skal fotograferes (indgår i DVD-antologien Det første filmarkiv) er en dansk stumfilm fra 1899 af hoffotograf Peter Elfelt. Filmen, der varer ca. 2 minutter, er optaget på 35 mm film.
Peter Elfelt fotograferede i anledning af et royalt besøg på Bernstorff Slot, ved samme lejlighed optog han også disse levende billeder med blandt andet: Kong Christian IX, enkekejserinde Dagmar, Nikolaj 2. af Rusland, prinsesse Alexandra, prins Edward, kong Georg af Grækenland, søn af Christian IX, samt prins Valdemar og prinsesse Marie.